# Stilbum fasciculatum
Stilbum fasciculatum är en svampart som beskrevs av Berk. & Broome 1850. Stilbum fasciculatum ingår i släktet Stilbum och familjen Chionosphaeraceae.   Inga underarter finns listade i Catalogue of Life.